# Las Saladas
Las Saladas é uma comuna da província de Córdoba, na Argentina.